# Европско првенство у атлетици на отвореном 1962 — скок удаљ за мушкарце
Такмичење у скоку удаљ у мушкој конкуренцији на Европском првенству у атлетици 1962. у Београду одржано је 13. и 14. септембраа на Стадиону ЈНА.
Титулу освојену у Стокхолму 1958, одбранио је Игор Тер-Ованесјан из СССР-а.

## Земље учеснице
Учествовао је 20 такмичара из 13 земаља. 
1. Бугарска (1)
2. Југославија (1)
3. Мађарска (1)
4. Немачка (2)
5. Пољска (1)
6. Португалија (1)
7. Румунија (1)
8. СССР (2)
9. Уједињено Краљевство (3)
10. Финска (3)
11. Француска (2)
12. Швајцарска (1)
13. Шпанија (1)

## Рекорди
| Рекорди пре почетка Европског првенства 1962.     | Рекорди пре почетка Европског првенства 1962. | Рекорди пре почетка Европског првенства 1962. | Рекорди пре почетка Европског првенства 1962. | Рекорди пре почетка Европског првенства 1962. | Рекорди пре почетка Европског првенства 1962. |
| ------------------------------------------------- | --------------------------------------------- | --------------------------------------------- | --------------------------------------------- | --------------------------------------------- | --------------------------------------------- |
| Светски рекорд                                    | Игор Тер-Ованесјан                            | СССР                                          | 8,31                                          | Јереван, СССР                                 | 10. јун 1962.                                 |
| Европски рекорд                                   | Игор Тер-Ованесјан                            | СССР                                          | 8,31                                          | Јереван, СССР                                 | 10. јун 1962.                                 |
| Рекорди европских првенстава                      | Игор Тер-Ованесјан                            | СССР                                          | 7,81                                          | Стокхолм, Шведска                             | 20. август 1958.                              |
| Рекорди после завршетка Европског првенства 1962. |                                               |                                               |                                               |                                               |                                               |
| Рекорди европских првенстава                      | Игор Тер-Ованесјан                            | СССР                                          | 7,82                                          | Београд, Југославија                          | 13. септембар 1962.                           |

## Освајачи медаља
|                         |                        |                     |
| Игор Тер-Ованесјан СССР | Рајнер Стенијус Финска | Пенти Ескола Финска |

## Резултати

### Квалификације
Квалификациона норма за улазак у филве износила је 7,50 м (КВ) коју је прескочило 6 тамичара. Осталих 6 пласирало се на основу постигнутог резултата (кв)

| Пласман | Атлетичар           | Земља                | Резултат | Белешке |
| ------- | ------------------- | -------------------- | -------- | ------- |
| 1.      | Игор Тер-Ованесјан  | СССР                 | 7,82     | КВ, РЕП |
| 2.      | Дмитриј Бондаренко  | СССР                 | 7,67     | КВ      |
| 3.      | Јорма Валкана       | Финска               | 7,65     | КВ      |
| 4.      | Пенти Ескола        | Финска               | 7,62     | КВ      |
| 5.      | Ali Brakchi         | Француска            | 7,57     | КВ      |
| 6.      | Рајнер Стениус      | Финска               | 7,51     | КВ      |
| 7.      | Валдемар Гаврон     | Пољска               | 7,49     | кв      |
| 8.      | Иван Иванов         | Бугарска             | 7,45     | кв      |
| 9.      | Клаус Бир           | Немачка              | 7,45     | кв      |
| 10.     | Хенрик Калочаи      | Мађарска             | 7,41     | кв      |
| 11.     | Џон Хауел           | Уједињено Краљевство | 7,37     | кв      |
| 12.     | Лин Дејвис          | Уједињено Краљевство | 7,37     | кв      |
| 13.     | Волфганг Клајн      | Немачка              | 7,36     |         |
| 14.     | Mihai Calnicov      | Румунија             | 7,32     |         |
| 15.     | Луис Фелипе Арета   | Шпанија              | 7,27     |         |
| 16.     | Педро де Алмеида    | Португалија          | 7,23     |         |
| 17.     | Џон Морби           | Уједињено Краљевство | 7,12     |         |
| 18.     | Ален Верон          | Француска            | 7,09     |         |
| 19.     | Pierre Schneidegger | Швајцарска           | 7,06     |         |
| 20.     | Бранислав Муњић     | Југославија          | 7,01     |         |

## Финале
| Пласман | Атлетичар          | Земља                | Резултат | Белешке        |
| ------- | ------------------ | -------------------- | -------- | -------------- |
|         | Игор Тер-Ованесјан | СССР                 | 8,19     | ветар +3,2 м/с |
|         | Рајнер Стениус     | Финска               | 7,85     |                |
|         | Пенти Ескола       | Финска               | 7,85     |                |
| 4.      | Дмитриј Бондаренко | СССР                 | 7,83     |                |
| 5.      | Валдемар Гаврон    | Пољска               | 7,73     |                |
| 6.      | Хенрик Калочаи     | Мађарска             | 7,66     |                |
| 7.      | Клаус Бир          | Немачка              | 7,52     |                |
| 8.      | Ali Brakchi        | Француска            | 7,41     |                |
| 9.      | Џон Хауел          | Уједињено Краљевство | 7,40     |                |
| 10.     | Иван Иванов        | Бугарска             | 7,33     |                |
| 11.     | Лин Дејвис         | Уједињено Краљевство | 7,33     |                |
| 12.     | Јорма Валкана      | Финска               | 6,78     |                |